# فهرست فرودگاه‌های سیشل

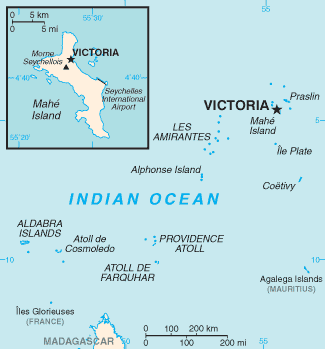
نقشهٔ سیشل

این مقاله شامل فهرست فرودگاه‌های سیشل است که بر پایهٔ مکان قرارگیری آن‌ها مرتب شده است.

## فرودگاه‌ها
| جزیره                            | ایکائو | یاتا | نام فرودگاه            |
| -------------------------------- | ------ | ---- | ---------------------- |
| Alphonse Island                  | FSAL   |      | فرودگاه الفونس         |
| Assumption Island                | FSAS   |      | فرودگاه جزیره اسامپشن  |
| Astove Island                    | FSSA   |      | Astove Island Airport  |
| Bird Island                      | FSSB   | BDI  | فرودگاه جزیره برد      |
| Coëtivy Island                   | FSSC   |      | فرودگاه کواتیوی        |
| D'Arros Island                   | FSDA   |      | فرودگاه داروس آیلند    |
| Denis Island                     | FSSD   | DEI  | فرودگاه دنیس آیلند     |
| Desroches Island (Île Desroches) | FSDR   | DES  | فرودگاه دسروچس         |
| Farquhar Islands                 | FSFA   |      | فرودگاه فارکوار        |
| Frégate Island                   | FSSF   | FRK  | فرودگاه جزیره فرگات    |
| Mahé Island                      | FSIA   | SEZ  | فرودگاه بین‌المللی سیشل |
| Marie Louise Island              | FSMA   |      | فرودگاه جزیده مری لویز |
| Platte Island (Île Platte)       | FSPL   |      | فرودگاه پلت آیلند      |
| Praslin Island                   | FSPP   | PRI  | فرودگاه پراسلین آیلند  |
| Remire Island (Eagle Island)     | FSSR   |      | فرودگاه جزیره ریمایر   |